# Fort Meade (Florida)
Fort Meade és una població dels Estats Units a l'estat de Florida. Segons el cens del 2000 tenia 5.691 habitants.

## Demografia
Segons el cens del 2000, Fort Meade tenia 5.691 habitants, 2.068 habitatges, i 1.528 famílies. La densitat de població era de 441,2 habitants/km².
Dels 2.068 habitatges en un 31,8% hi vivien nens de menys de 18 anys, en un 52,7% hi vivien parelles casades, en un 16,4% dones solteres, i en un 26,1% no eren unitats familiars. En el 22,2% dels habitatges hi vivien persones soles l'11,5% de les quals corresponia a persones de 65 anys o més que vivien soles. El nombre mitjà de persones vivint en cada habitatge era de 2,72 i el nombre mitjà de persones que vivien en cada família era de 3,16.
Per edats la població es repartia de la següent manera: un 28,4% tenia menys de 18 anys, un 8,5% entre 18 i 24, un 24,9% entre 25 i 44, un 20,4% de 45 a 60 i un 17,8% 65 anys o més.
L'edat mediana era de 36 anys. Per cada 100 dones de 18 o més anys hi havia 89,2 homes.
La renda mediana per habitatge era de 32.984 $ i la renda mediana per família de 38.125 $. Els homes tenien una renda mediana de 30.617 $ mentre que les dones 21.813 $. La renda per capita de la població era de 15.499 $. Entorn del 15% de les famílies i el 18,3% de la població estaven per davall del llindar de pobresa.

## Poblacions més properes
El següent diagrama mostra les poblacions més properes.